# Меракес
Меракес – індонезійське офшорне газове родовище, виявлене у Макасарській протоці.
Меракес належить до нафтогазового басейну Кутей, виникнення якого пов’язане із виносом осадкового матеріалу потужною річкою Махакам. Родовище виявили у 2014 році шляхом спорудження розвідувальної свердловини Merakes 1, закладеної в районі з глибиною моря 1372 метри, яка виявила газонасичений інтервал завтовшки 60 метрів у пісковиках епохи пліоцену. 2017 року розмір відкриття уточнили за допомогою оцінювальної свердловини Merakes 2, закладеної в районі завглибшки 1269 метрів. Вона сягнула довжини 2732 метрів та виявила газонасичений інтервал завтовшки 17 метрів. Запаси Меракес визначили на рівні 56 млрд м3. 
Враховуючи глибини, розробку родовища організували через п’ять видобувних свердловин,  облаштованих у підводному виконанні. Для їх спорудження законтрактували бурове судно Scarabeo 7. Видача продукції відбувається через трубопроводи до родовища Джангкірк. 
Видобуток почали у 2021 році, маючи за мету досягнути максимального показника на рівні 12,7 млн м3 на добу. Родовище належить до ліцензійної ділянки Сепінгган-Схід, права на яку має консорціум італійської Eni (85% участі, оператор) та місцевої державної компанії Pertamina (15%).